# بريت سيمون (لاعب كرة قدم)
بريت سيمون (بالإنجليزية: Bret Simon)‏ هو لاعب كرة قدم أمريكي، ولد في 19 يونيو 1958.